# بيرل شيف
بيرل شيف (بالإنجليزية: Pearl Schiff)‏ (12 مايو 1916 - 28 يوليو 2005 في الولايات المتحدة)؛ روائية أمريكية. درست في كلية رادكليف.